# Acosmetia aquatilis
Acosmetia aquatilis är en fjärilsart som beskrevs av Achille Guenée 1852. Acosmetia aquatilis ingår i släktet Acosmetia och familjen nattflyn. Inga underarter finns listade i Catalogue of Life.